# Nadia Ben Abdessalem
Nadia Ben Abdessalem (arabe : نادية بن عبد السلام), née le 29 septembre 1987, est une joueuse de pétanque tunisienne.

## Biographie
Elle est droitière et se positionne en tireuse ou milieu. 

## Clubs
- ?-? :  Club de pétanque de Sahline (Tunisie)
- ?-? :  Club bouliste monégasque (Monaco)
- ?- :  DUC de Nice (Alpes Maritimes)

## Palmarès[1]

### Séniors

#### Championnats du monde
Championne du monde
- Triplette 2011 (avec Monia Sahal, Mouna Béji et Saoussen Belaïd) :  équipe de Tunisie[2]

Finaliste
- Triplette 2006 (avec Monia Sahal, Mouna Béji et Saoussen Belaïd) :  équipe de Tunisie

#### Jeux méditerranéens
Vainqueur
- Doublette 2009 (avec Mouna Béji) :  équipe de Tunisie
- Doublette 2013 (avec Mouna Béji) :  équipe de Tunisie

Finaliste
- Triplette 2005 (avec Mouna Béji et Monia Sahal) :  équipe de Tunisie

Troisième
- Doublette 2005 (avec Mouna Béji) :  équipe de Tunisie